# シハロトリン
シハロトリン (cyhalothrin) は、ピレスロイド系の殺虫剤の一つ。シハロトリンはフッ素化されたピレトリンのアナログである。